# Liste der Biografien/Fischer, V
Liste der Biografien |
Portal Biografien |
V Personensuche
# |
A |
B |
C |
D |
E |
F |
G |
H |
I |
J |
K |
L |
M |
N |
O |
P |
Q |
R |
S |
T |
U |
V |
W |
X |
Y |
Z |
?
 
Fa |
Fe |
Ff |
Fh |
Fi |
Fj |
Fk |
Fl |
Fm |
Fn |
Fo |
Fr |
Ft |
Fu |
Fy
 
Fia |
Fib |
Fic |
Fid |
Fie |
Fif |
Fig |
Fih |
Fii |
Fij |
Fik |
Fil |
Fim |
Fin |
Fio |
Fip |
Fiq |
Fir |
Fis |
Fit |
Fiu |
Fiv |
Fix |
Fiz
 
Fisa |
Fisb |
Fisc |
Fise |
Fish |
Fisi |
Fisk |
Fisl |
Fism |
Fiso |
Fisq |
Fiss |
Fist |
Fisu |
Fisz
 
Fisce |
Fisch |
Fiscu
 
Fischa |
Fischb |
Fischd |
Fische |
Fischg |
Fischh |
Fischi |
Fischl |
Fischm |
Fischn |
Fischo |
Fischt
 
Fisched |
Fischel |
Fischen |
Fischer |
Fischet
 
Fischer, A |
Fischer, B |
Fischer, C |
Fischer, D |
Fischer, E |
Fischer, F |
Fischer, G |
Fischer, H |
Fischer, I |
Fischer, J |
Fischer, K |
Fischer, L |
Fischer, M |
Fischer, N |
Fischer, O |
Fischer, P |
Fischer, R |
Fischer, S |
Fischer, T |
Fischer, U |
Fischer, V |
Fischer, W |
Fischer, X |
Fischer, Y |
Fischer, Z |
Fischera |
Fischerk |
Fischerm |
Fischern |
Fischero
Die Liste der Biografien führt alle Personen auf, die in der deutschsprachigen Wikipedia einen Artikel haben. Dieses ist eine Teilliste mit 17 Einträgen von Personen, deren Namen mit den Buchstaben „Fischer, V“ beginnt.

## Fischer, V

### Fischer, Va
- Fischer, Václav (* 1954), deutscher Unternehmer tschechischer Herkunft und tschechischer Politiker
- Fischer, Vanessa (* 1997), deutsche Fußballspielerin
- Fischer, Vanessa (* 1998), deutsche Fußballspielerin

### Fischer, Ve
- Fischer, Veit (1890–1966), deutscher General der Flieger im Zweiten Weltkrieg
- Fischer, Vera (* 1943), deutsche Sozial- und Montessoripädagogin
- Fischer, Vera (* 1951), brasilianische Schauspielerin
- Fischer, Veronika (* 1951), deutsche Wirtschafts- und Erziehungswissenschaftlerin
- Fischer, Veronika (* 1951), deutsche SängerinVeronika Fischer (* 1951)

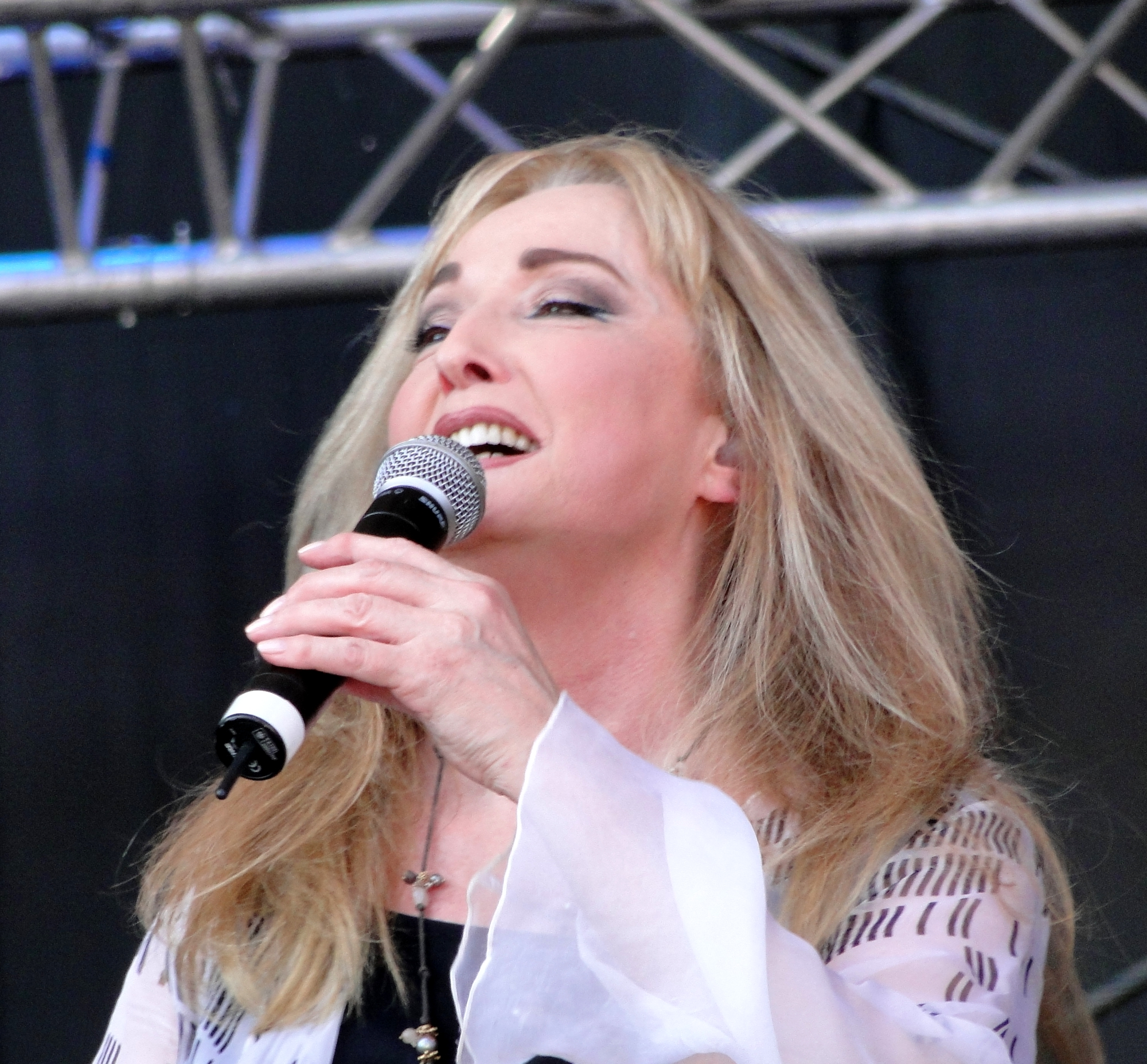
Veronika Fischer (* 1951)

- Fischer, Veronika (1964–2012), deutsche Politikerin (CDU)
- Fischer, Veronika (* 1987), deutsche Autorin, Journalistin und Philosophin
- Fischer, Véronique (* 1975), französische Mathematikerin

### Fischer, Vi
- Fischer, Viktor (1892–1977), österreichischer Ringer
- Fischer, Viktor (* 1994), dänischer Fußballspieler
- Fischer, Vinzenz (1816–1896), Schweizer Jurist und Politiker

### Fischer, Vl
- Fischer, Vladimír (1870–1947), tschechischer Architekt

### Fischer, Vo
- Fischer, Volker (* 1950), deutscher Fechter
- Fischer, Volker (1951–2020), deutscher Architekturkritiker und Kurator